# ビッグタスク
ビッグタスクは、ニュースタッフプロダクションに所属していたお笑いコンビである。以前は「ツナ漁船」「ツナフィッシュ」というコンビ名だった。ヒューマンアカデミーお笑い芸人養成講座6期生。2006年1月結成。2016年12月にニュースタッフプロダクションを離れてフリーとなり、2017年12月に解散するも、2018年1月にわずか1ヶ月で再結成。

## メンバー
ちはるちゃん（本名：松本 千春（まつもと ちはる）、1985年3月28日 - ）  
血液型：A型
出身地：鹿児島県
身長：165cm
体重：65kg
松元 美憲（まつもと よしのり、1984年10月30日 - ）
血液型：A型
出身地：鹿児島県
身長：178cm
体重：75kg

## 出演番組

### テレビ
- Msize friday（MTV）
- 爆笑トライアウト（NHK総合）

会場審査は161TP（10位）、視聴者投票は138票（10位）
- オンバト+（NHK総合）戦績0勝1敗 最高129KB

### ラジオ
- ニュースタッフエージェンシーのお笑いラジオ